# 沃伊切赫·沃伊达克
沃伊切赫·亚采克·沃伊达克（波蘭語：Wojciech Jacek Wojdak，1996年3月13日—）生于小波兰省布熱斯科，是一名波兰男子游泳运动员，主攻中长距离自由泳。他在童年时曾接触过柔道、排球和游泳等体育运动，八岁时开始正式练习游泳。
2019年10月，他移居至意大利利尼亚诺萨比亚多罗，开始师从卡廷卡·霍斯祖的前夫Shane Tusup教练。